# クリスティーネ・カウフマン
クリスティーネ・カウフマン（Christine Kaufmann, 1945年1月11日 - 2017年3月28日）は、オーストリア・シュタイアーマルク州出身のドイツの女優。クリスチーネ・カウフマンの表記もある。

## 来歴
ドイツ人の父親とフランス人の母親を持つ。子供の頃からバレリーナとしてオペラなどに出演する。7歳のときから映画に出始めた。1958年、映画『幼な心』で主演した。可憐な彼女は清純派美少女スターとして絶大な人気を誇った。
ハリウッドにも進出し期待されたが、『隊長ブーリバ』で共演したアメリカの俳優トニー・カーティスと18歳で結婚し、映画界から一時遠ざかった。カーティスとは2人の娘（ジェイミー・リー・カーティスの異母妹）をもうけたが、1968年に離婚した。その後、本格的に女優に復帰し、ドイツのテレビドラマや映画で活躍、また、舞台にも出演した。
自分のコスメティック・ブランドを持ち、美容に関する本も何冊か書いている。
2017年3月28日に白血病のため死去。

## 主な出演作品
- バラのレースリー Rosen-Resli  (1954年)　- 原作ヨハンナ・シュピリ
- 幼な心　Die Singenden Engel von Tirol　（Sag ja, Mutti）　（Kleines Herz in großer Not）　（1958年）
- 制服の処女　Mädchen in Uniform　（1958年）
- ポンペイ最後の日　The Last Days of Pompeii　（1959年）
- 非情の町　Town Without Pity　（1961年）
- 基地潜入　The Phony American　（1961年）
- 勝負をつけろ　Un nommé La Rocca　（1961年）
- コンスタンチン大帝　Constantine and the Cross　（1961年）
- 隊長ブーリバ　Taras Bulba　（1962年）
- 地獄道28　Escape from East Berlin　（1962年）
- 放浪の剣豪　Swordsman of Siena　（1962年）
- ムッシュ・コニャック　Wild and Wonderful 　（Monsieur Cognac）　（1964年）
- モルグ街の殺人　Murders in the Rue Morgue　（1971年）
- 濡れたウィークエンド/女子学生寮半裸惨殺死体の謎 　Enigma rosso　（1978年）
- エゴン・シーレ 愛欲と陶酔の日々　Egon Schiele - Exzesse　（1980年）
- リリー・マルレーン　Lili Marleen　（1981年）- ライナー・ヴェルナー・ファスビンダー監督
- 愚か者の日　Tag der Idioten　（1981年）
- バグダッド・カフェ　Out of Rosenheim　（1987年）
- 惑星アルカナル/宇宙からの使者　Es ist nicht leicht ein Gott zu sein　（1990年）